# Bistum Uyo
Das Bistum Uyo (lateinisch Dioecesis Uyoensis, englisch Diocese of Uyo) ist eine in Nigeria gelegene römisch-katholische Diözese mit Sitz in Uyo.

## Geschichte
Das Bistum Uyo wurde am 4. Juli 1989 durch Papst Johannes Paul II. mit der Apostolischen Konstitution Studio postulatoque aus Gebietsabtretungen des Bistums Calabar errichtet.
Es ist dem Erzbistum Calabar als Suffraganbistum unterstellt.

## Bischöfe von Uyo
- Joseph Effiong Ekuwem, 1989–2013, dann Erzbischof von Calabar
- John Ebebe Ayah, seit 2014